# Англо-французская война (1123—1128)
Англо-французская война 1123—1128 — третья война между Людовиком VI Толстым и Генрихом I Боклерком.

## Начало войны
В отличие от двух предыдущих войн, эта была необъявленной, и противники старались действовать опосредованно, через союзников, больше полагаясь на дипломатию, чем на оружие.
После гибели единственного сына Генриха I Вильгельма Аделина при крушении Белого корабля, у Вильгельма Клитона снова появилась возможность заявить претензии на нормандское наследство. Дождавшись возвращения из Святой земли графа Фулька V Анжуйского (1122), противники Генриха начали формировать новую коалицию. В 1123 Фульк выдал за Вильгельма свою дочь Сибиллу, дав за ней в приданое графство Мэн, и став самым горячим сторонником борьбы за Нормандию.
В самой Нормандии Галеран де Бомон, граф Мёлана, в 1123 поднял против Генриха значительную часть баронов. Этот мятеж поддержало почти все рыцарство Французского Вексена. Одним из руководителей восстания, как и в прошлый раз, стал Амори III де Монфор. Генрих осадил Монфор и Понт-Одемер. Людовик VI формально не вступал в войну, но его люди участвовали в обороне этих городов.
Дипломатии Генриха удалось разрушить планы противников. По его просьбе папа 26 августа 1124 объявил брак Вильгельма и Сибиллы недействительным, по причине близкого родства. Фульк был в бешенстве. Папских посланников, явившихся к нему с этим известием, он бросил в темницу, сжег им бороды и волосы, и то же самое публично сделал с письмом понтифика. Этим он добился лишь отлучения от церкви и наложения на его земли интердикта.

## Германская угроза
Тем временем Генрих I договорился со своим зятем императором Генрихом V о совместном нападении на Францию. Английские войска должны были идти через Вексен, а император планировал захватить и сжечь Реймс, где на соборе 1120 года папа Каликст II принял унизительные для него постановления. Если бы этот замысел удалось реализовать, то дни капетингской монархии были бы сочтены, однако Людовик, узнав о приготовлениях немцев, действовал немедленно. Взяв из аббатства Сен-Дени орифламму, он призвал крупнейших вассалов выполнить свой долг и объединиться вокруг него для защиты королевства.
Немецкое вторжение во Францию являлось событием небывалым; ничего подобного не было со времен Оттона II и короля Лотаря. Возмущение было всеобщим, и в короткие сроки под Парижем собралась невиданная для того времени армия, числом более 60 тыс. человек. В неё входили войска королевского домена, графов Фландрии, Невера, Вермандуа, Анжу, герцога Бургундского, и даже таких отдаленных правителей, как Гильома IX Аквитанского и Конана III Бретонского. Даже Тибо IV де Блуа, союзник английского короля, находившийся в состоянии войны с Людовиком, не смог проигнорировать сбор всеобщего ополчения и присоединился к нему.
Относительно планов обороны предлагались разные мнения: одни советовали дождаться противника в глубине королевства, где его легче будет разгромить, другие предлагали укреплять города на случай осады, но король заявил, что, зная алчность и жестокость немцев, он не допустит их вторжения, а встанет на самых дальних рубежах королевства, чтобы встретить врага.
Выйдя в первой половине августа к французской границе, Генрих узнал, что на той стороне его ожидает «почти бесчисленное войско», и 14 августа 1124 приказал отступать. По словам хроники Эккехарда, он мотивировал это тем, что немцы вообще неохотно сражаются за границей, и известием о волнениях в Вормсе. Одна из рукописей даже сообщает, что французы уже пересекли границу, и, наткнувшись на разрозненные группы немцев, перебили их до двух тысяч. По словам Сугерия, прелатам стоило большого труда удержать огромное войско от вторжения в Германию.

## Конец нормандского восстания
По сообщению Сугерия, английский король воспользовался уходом французской армии на восток и атаковал Вексен, но был отбит силами одного Амори III де Монфора. В других источниках этому нет подтверждений, более того, Ордерик Виталий пишет прямо противоположное: по его словам нормандские мятежники были разгромлены 25 марта 1124, а Галеран с зятьями попал в плен. Амори де Монфор также был схвачен Гильомом де Гранкуром, сыном Гильома, графа д'Э. Понимая, что из английской темницы этот человек уже не выйдет, Гильом нарушил присягу, проводил Амори до границы и сам укрылся на французской территории.
В апреле или мае 1124 Монфор был окончательно разбит при Ружмутье и заключил с английским королём мир, отказавшись от поддержки Вильгельма Клитона.

## Фландрия и Анжу
Затем Генрих I сосредоточился на попытках оторвать Анжу от союза с Францией и поддержке противников Людовика во Фландрии. В 1127 он добился заключения брака между сыном Фулька Жоффруа Красивым и своей дочерью Матильдой, вдовой императора Генриха V. Этот брак впоследствии привел к объединению Анжу с Англо-нормандской монархией, но в то время не вызвал у Людовика беспокойства и не привел к разрыву отношений. Во Фландрии после убийства Карла Доброго Людовик пытался навязать в качестве преемника Вильгельма Клитона, и столкнулся с сильным противодействием, опиравшимся на английскую поддержку. В марте 1128 Вильгельм просил Людовика противодействовать Генриху, который помогает повстанцам оружием и деньгами. В апреле на встрече в Компьене граф Фландрский уже просил о вооруженном вмешательстве. В мае Людовик осаждал Тьерри Эльзасского в Лилле, но затем вернулся во Францию, так как Генрих вторгся в Иль-де-Франс и встал под Эперноном. Это помешало Людовику оказать своему протеже более существенную помощь. Вскоре Вильгельм погиб, и королю Франции пришлось признать Тьерри Эльзасского новым графом Фландрии.

## Итоги
Генриху удалось победить мятежных нормандских баронов и вывести Фландрию из-под французского влияния. Союз с Анжу имел большое будущее, но при жизни Генриха создавал проблемы. В 1129 из Иерусалима к Людовику прибыли послы с просьбой указать сеньора, который бы стал мужем королевы Сибиллы и правителем заморского королевства. Французский король предложил им Фулька Анжуйского, и когда тот согласился, дал ему разрешение на отъезд. Наследовавший Фульку Жоффруа V Плантагенет оказался правителем амбициозным и воинственным, соединился с Тибо Блуасским против короля Франции, и вступил в конфликт с Генрихом, прогнав в 1129 его дочь, высокомерие которой не мог выносить. Эту ссору уладили в 1131, но правление Генриха заканчивалось, и Людовик VI дождался начала войны за его наследство. В 1135 наследник нового короля Стефана Блуасского Эсташ IV Булонский принес королю Франции оммаж за Нормандию.
Сбор феодального ополчения в 1124 стал, по мнению французских историков, звездным часом Людовика VI, который на короткое время мог ощутить себя настоящим королём Франции, а не только правителем Иль-де-Франса, едва способным подчинить собственных баронов. В XIX веке это событие пытались сделать частью французской патриотической мифологии, для его описания даже использовали появившийся в эпоху революции термин «всеобщая мобилизация» (levée en masse), являвшийся совершенным анахронизмом для XII века.